# Madriz
Madriz, va ser una revista de còmics publicada a Espanya des de gener de 1984 a febrer de 1987, i una de les últimes en sorgir durant l'anomenat boom el còmic adult a Espanya, associant-se a la postmodernitat. Va estar dirigida per Carlos Otero, com a prestació de servei professional, tot i que a l'autèntic director va ser el guionista de còmics, Felipe Hernández Cava.
Subvencionada per la Regidoria de Joventut de l'Ajuntament de Madrid amb 600.000 pessetes (el seu pressupost rondava els sis milions anuals) l'imprimia Gràfiques Futura, se'n van publicar trenta-tres números. El seu tiratge era de 25.000 exemplars, passant de vendre'n uns 15.000 al mes en els seus inicis als 6.000 del seu penúltim número. En els seus tres anys d'existència, "va fomentar la nova pedrera de dibuixants espanyols" i malgrat estar subvencionada, hauria estat políticament independent, el que potser explica el seu precipitat final.
El primer número de la revista només tenia 16 pàgines, encara que els editors afirmaven que "es podrien augmentar en el futur, en funció de l'acollida que tingui".
A les seves pagines hi varen publicar els autors; Antonio Aragüez, Jorge Arranz, Camús, Asun Balzola, Federico del Barrio, Juan Calonge, Ceesepe, Guillem Cifré, El Cubri, Santiago Cueto, Keko, Kiko Feria, Carlos Giménez, Guzmán el Bueno, Juan Jiménez, Ana Juan, Joaquín López Cruces, LPO, Marcos, Victoria Martos, Martín, Ana Miralles, Rafa Negrete, José Manuel Nuevo, OPS, Carlos Ortin, Raúl, Rubén, Sento, Luis Serrano, Carlos Torrente, Fernando Vicente, José Maldonado Gómez. Felipe Hernández Cava els hauria convocat sense tenir en compte la seva militància política, simplement "perquè ell creia que eren els millors".

## Trajectòria
El 13 d'abril de 1984, l'oposició d'Aliança Popular a la Comissió permanent de l'Ajuntament va sol·licitar "la retirada immediata dels quioscs del número quatre d'aquesta publicació, la supressió de la revista i el cessament immediat del regidor de Joventut, Francisco Contreras", a causa de les referències polítiques i el llenguatge del món de la droga presents en una historieta de Ceesepe. en la crítica, es van destacar José María Álvarez del Manzano, portaveu de l'oposició, i sobretot Alberto Ruiz-Gallardón, llavors un jove regidor, que va qualificar a la revista de "porqueria repugnant, pornogràfica, blasfema, en el sentit jurisdiccional de la paraula, contrària a la moral i a la família". Per la seva banda, l'alcalde Enrique Tierno Galván, que no l'havia llegit fins llavors, i Francisco Contreras, van assegurar que es tractaria de corregir el llenguatge, però que no modificarien substancialment el seu contingut. Davant de la polèmica (reflectida en diaris conservadors com ABC, El Alcázar i Ya), Madriz va passar, provisionalment, a dependre dels "serveis de premsa lligats a l'Alcaldia" en lloc de la Regidoria de Juventud. El número de maig de 1986, contenia un llibret especial en què els dibuixants habituals de la revista il·lustraven els bans escrits pel recentment mort Enrique Tierno Galván. La revista sempre havia estat deficitària (mensualment perdia 500.000 pessetes), però a la fi de la seva trajectòria es van intensificar els problemes de distribució, de manera que "en algunes ciutats espanyoles la revista ja havia mort per endavant, ja que els darrers números no es van distribuir fora de Madrid". Després del seu tancament el febrer de 1987, part de la direcció i els dibuixants no van descartar la possibilitat de continuar-la sense la tutela municipal en uns mesos. Això no va passar fins a abril de 1988, quan van llançar la revista Medios Revueltos.